# Scrittura speculare

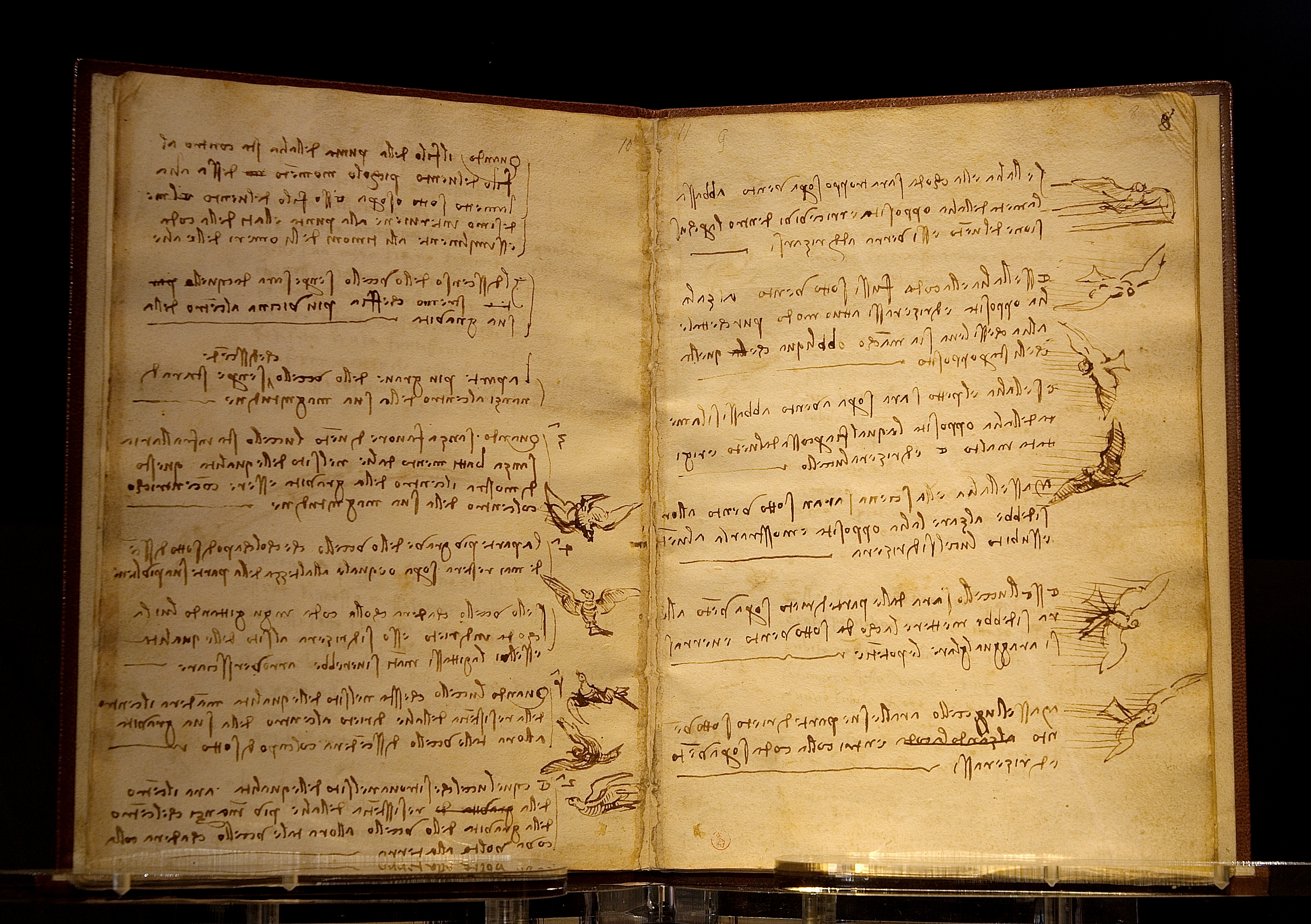
Un codice di Leonardo da Vinci sul volo degli uccelli, in scrittura speculare.

La scrittura speculare è un sistema di scrittura che consiste nello scrivere le lettere come se fossero riflesse da uno specchio, (nel sistema occidentale, perciò, da destra verso sinistra, ed è infatti chiamata anche grafia sinistrorsa). 
Questa tecnica fu usata, tra gli altri, da Leonardo da Vinci.
Vi si fece notevole ricorso allo svilupparsi delle tecniche di incisione per la stampa, onde ottenere un testo correttamente scritto nella copia prodotta.
Per quanto di non disagevole riconoscibilità, è stata talvolta usata come forma rudimentale di crittografia per decifrare la quale ci si serve, appunto, d'uno specchio.
È anche studiata dalla neurologia e dalla psicoanalisi, in quanto inclinazione che parrebbe manifestazione di disagi individuali, come ad esempio la dislessia o un distorto rapporto fra l'ego e l'esteriorità.